# Rue Lepois
La rue Lepois est une voie de la commune de Nancy, dans le département de Meurthe-et-Moselle, en région Lorraine (Grand Est).

## Situation et accès
Située proche de la gare, elle relie la rue de la Ravinelle au quai Claude-le-Lorrain.

## Origine du nom
La rue tire son nom de Charles Le Pois, médecin lorrain, professeur et doyen de l'école de Médecine de l'Université de Pont-à-Mousson.

## Bâtiments remarquables et lieux de mémoire
- no 4 hôtel particulier
- no 6 hôtel particulier
- no 8 hôtel particulier
- no 10 hôtel particulier
- no 16 hôtel particulier
- no 25 hôtel particulier dû à l’architecte Ferdinand Genay, la construction a été réalisée par l’entrepreneur C. Henriot en 1900, il est actuellement occupé par la société Négocial